# Lápi békabuzogány
A lápi békabuzogány (Sparganium natans) a gyékényfélék családjába tartozó, sekély vízben, mocsarakban élő növényfaj.

## Megjelenése
A lápi békabuzogány 20–80 cm magas, sekély vízben gyökerező, évelő, lágyszárú növény. Hajtásai nem ágaznak el, kiállnak a vízből, esetleg elfeküsznek; 4-9 csomó található rajtuk. Szálas levelei 8–30 cm hosszúak és 2–5 mm szélesek, váltakozó állásúak. Többnyire a víz színén lebegnek, ritkábban felállnak. Csúcsuk tompa.
Június-júliusban virágzik. Virágzata jellegzetesen tömött gömb formájú. Az egyes virágok kicsik, zöldesfehérek, egyivarúak. Az 1-4 termős virágzat a száron alul helyezkedik el, míg a szár csúcsán 1 (ritkán 2) porzós virágzat található. A bibe formája a keskeny tojásdad és a gömbszerű között változik, szélességénél legfeljebb háromszor hosszabb.
Termése jellegzetes buzogányfej alakot vesz fel.
Magyarországon két rokon faj él, közülük a lápi békabuzogány a legkisebb. Az ágas békabuzogány (Sparganium erectum) jóval nagyobb, akár 100 cm magas is lehet, levelei sokkal szélesebbek, virágzata elágazik. Az egyszerű békabuzogány (Sparganium emersum) szintén szélesebb levelű, több virágzata van és a bibeszál legalább 5-6-szor hosszabb a szélességénél.
Kromoszómaszáma 2n = 30.

## Elterjedése és élőhelye
Az északi félteke mérsékelt övi zónájában található meg Európában, Nyugat-Ázsiában, Japánban és Észak-Amerikában. Európában ritka és több helyen veszélyeztetett. Csehországban és Szerbiában a kipusztulás szélén áll.
Magyarországon a Mátrában, Bakonyalján, az Őrségben, Belső-Somogyban, a Duna-Tisza közén, a Turján-vidéken és a Nyírségben volt megtalálható. Korábban 15 ismert populációjából 14 a termőhelyek kiszáradása miatt kipusztult, de 2000 óta két újabb helyen fedezték fel.
Hűvös vizű tavak szélén, mocsarakban, zsombékosokban él nádasokban, magassásasokban. Magyarországon jégkorszaki reliktum.
Magyarországon 1988 óta védett, 2001 óta pedig fokozottan védett, természetvédelmi értéke 100 000 Ft. 

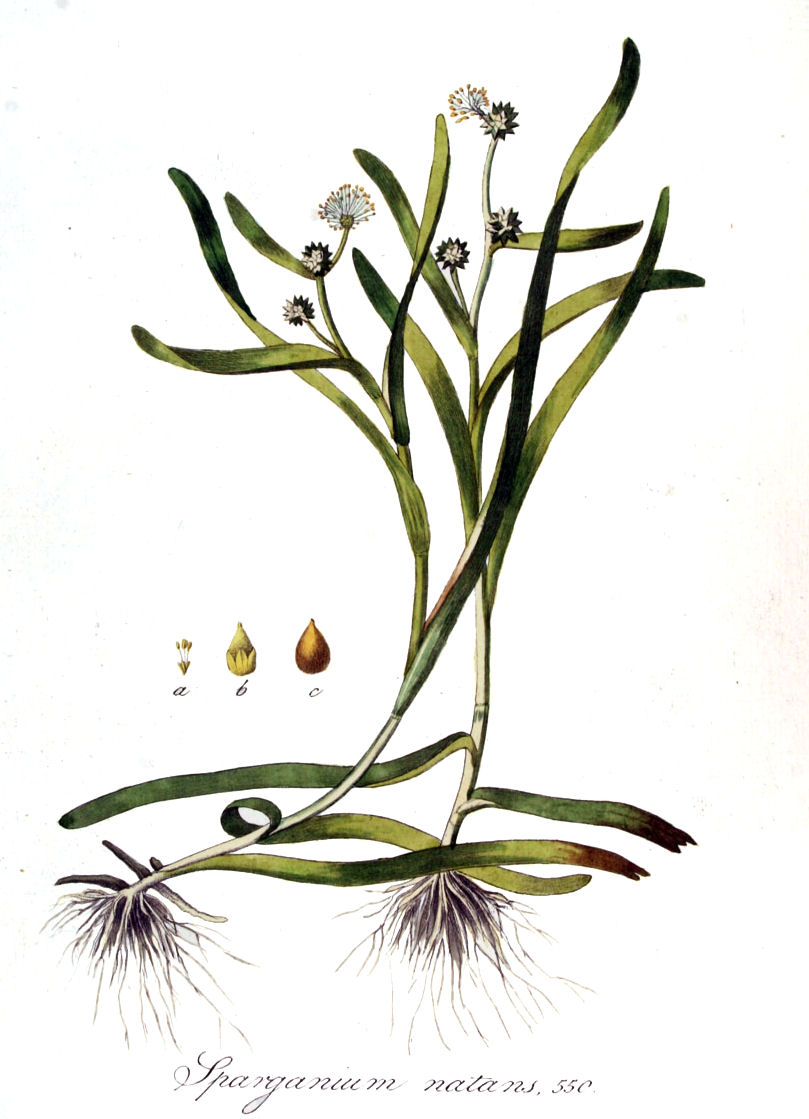
Ábrázolása 1830-ból
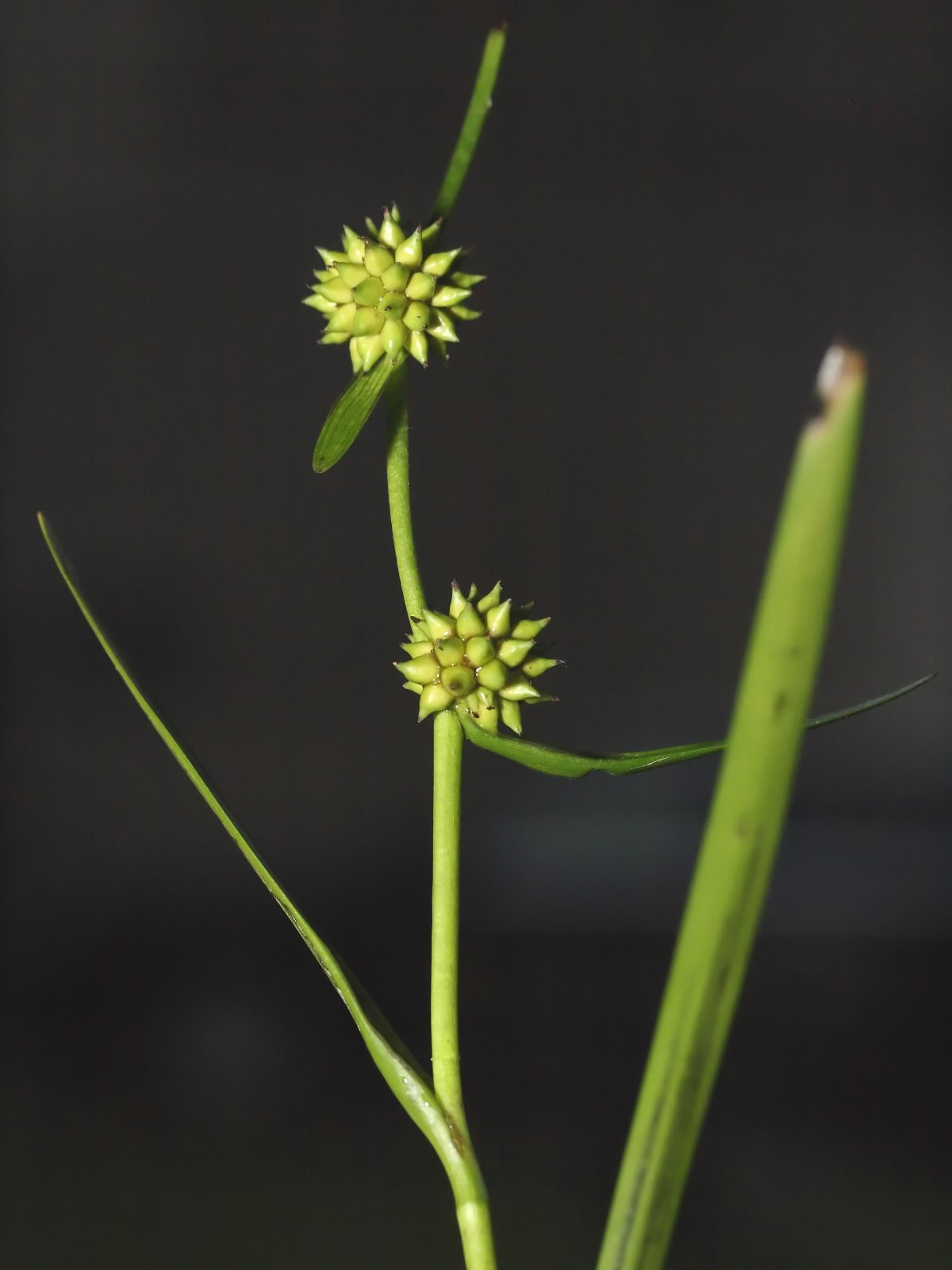
Termése
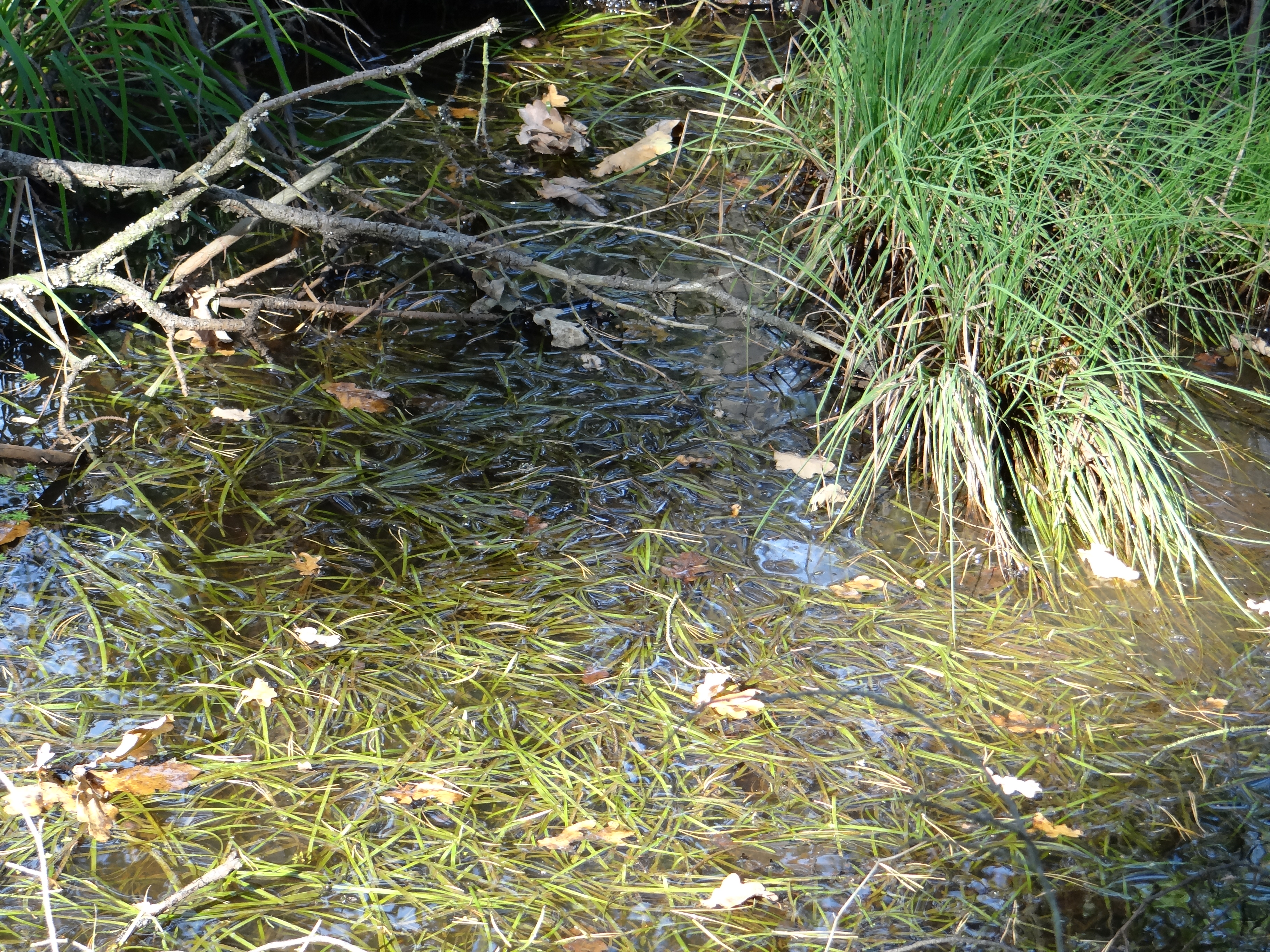
Termőhelyén